# مطار الدوحة الدولي
مطار الدوحة الدولي (إياتا: DOH، إيكاو: OTBD) هو مطار دولي، يقع على بعد كيلو متر واحد عن وسط العاصمة القطرية الدوحة، وكان المطار البوابة الجوية الوحيدة لدولة قطر حيث أنه المطار المدني الوحيد في الدولة، أمّا مدرج المطار فيعد أحد أطول المدارج في المطارات المدنية في العالم، إذ يبلغ طوله حولي 4,500 م، وكان المطار أيضاً المقر الرئيسي لشركة الخطوط الجوية القطرية.

## مبنى الركاب

### مبنى البريميم
يضم مطار الدوحة مبنى البريميم المخصص لركاب الدرجتين الأولى ورجال الأعمال المسافرين على متن الخطوط الجوية القطرية بفرصة، وهو مبنى يقدم خدمات الخمس نجوم، يقدم مبنى البريميم خدمات متميزة تهدف إلى توفير أعلى مقاييس الراحة والرخاء للمسافرين قبل استكمال رحلاتهم. فبإمكان المسافرين الاستمتاع بخدمة النادي الصحي أو أخذ قسط من الراحة في إحدى غرف النوم الهادئة المتوفرة في المبنى. وللصغار ومحبي الألعاب الترفيهية، يتوفر في مبنى البريميم غرفة للألعاب تضم أنواع مختلفة من ألعاب الفيديو. وللعائلات التي تصطحب معها أطفال، يمكنهم التوجه إلى «الحضانة» وترك أطفالهم في رعاية المربية حتى يتسنى لهم الاستمتاع بخدمات الخمس نجوم التي يوفرها مبنى البريميم. ويضم المبنى أيضاً مركزاً لخدمة رجال الأعمال الذي يضم غرف خاصة للعمل وعقد الاجتماعات تتوفر فيها أجهزة سمعية وبصرية تمكن رجال الأعمال من التواصل مع شركاتهم وموظفيهم أينما كانوا.
ويضم المطار إضافة لمبنى البريميوم صالات خاصة أخرى لرجال الأعمال وركاب الدرجة الأولى مثل الصالة الذهبية والصالة الفضية وصالة المها، ويضم مبنى المطار صالة خاصة لذوي الاحتياجات الخاصة.

### شركات الشحن الجوي
- القطرية للشحن الجوي.

## الإحصائيات
منذ عام 1998 إلى الآن عدد الركاب والشحن في المطار يزداد عاما بعد عام.
| السنة | مجموع الركاب | الشحن (طن) | حركة الطائرات |
| ----- | ------------ | ---------- | ------------- |
| 1998  | 2,100,000    | 86,854     |               |
| 1999  | 2,300,000    | 62,591     |               |
| 2002  | 4,406,304    | 90,879     | 77,402        |
| 2003  | 5,245,364    | 118,406    | 42,130        |
| 2004  | 7,079,540    | 160,088    | 51,830        |
| 2005  | 9,377,003    | 207,988    | 59,671        |

## وصلات خارجية
- مطار الدوحة الدولي
- نسخة محفوظة 5 مارس 2019 على موقع واي باك مشين.